# سورن مناتساکانیان
سورن مناتساکانیان (ارمنی: Սուրեն Մնացականյան؛ زاده ۱۹۳۲ - درگذشته ۲۰۲۱) بازیگر و کارگردان تئاتر و سینما ارمنی‌تبار اهل ایران بود.

## زندگی‌نامه
سورن مناتساکانیان، بازیگر و کارگردان از هنرمندانی بود که در مقاطع گوناگون نمایش‌هایی را در باشگاه آرارات کارگردانی کرده‌است. داماد خارجی (۱۳۶۲ش)، اثر نویسنده‌ای ارمنی و دشمن مردم (۱۳۷۳ش)، اثر هنریک ایبسن از آن جمله اند. ‏سال‌ها پیش مراسم بزرگداشت شصت سال فعالیت مناتساکانیان بر صحنه نمایش در باشگاه فرهنگی-ورزشی سیپان برگزار شد..

## فیلم‌شناسی
- ارسال یک آگهی تسلیت برای روزنامه
- یک شهروند کاملاً معمولی (۱۳۹۳)
- کلاه قرمزی و بچه ننه (۱۳۹۰)
- پسر آدم، دختر حوا (۱۳۸۷)
- آخر بازی (۱۳۷۹)
- شوخی (۱۳۷۸)
- مومیایی ۳ (۱۳۷۸)
- شب بی‌پایان (۱۳۷۸)
- عشق گمشده (۱۳۷۵)
- سارا (۱۳۷۱)
- خانه خلوت (۱۳۷۰)
- مجسمه (۱۳۷۱)

## جوایز
- برنده جایزه سپنتا بهترین بازیگر نقش اول مرد در جشنواره فیلم‌های ایرانی سانفرانسیسکو ۲۰۱۶ به‌خاطر فیلم یک شهروند کاملاً معمولی[۳][۴]